# Chaetostricha miridiphaga
Chaetostricha miridiphaga is een vliesvleugelig insect uit de familie Trichogrammatidae. De wetenschappelijke naam is voor het eerst geldig gepubliceerd in 1971 door Viggiani.